# Rudolf Österreicher
Rudolf Österreicher (né le 19 juillet 1881 à Vienne et mort le 23 octobre 1966 dans la même ville) est un écrivain autrichien.

## Biographie
Fils d'un médecin, il étudie le droit pendant trois semestres, mais se tourne vers l'écriture. Il connaît un grand succès avec la pièce Der Garten Eden (1926), qui est jouée environ 200 fois sur les scènes allemandes. Il est directeur du Wiener Stadttheater de 1945 à 1947,.

## Œuvres
Pièces de théâtre
- 1907 : Gummiradler
- 1912 : Das Bett Napoleons
- 1926 : Der Garten Eden
- 1929 : Die Sachertorte
- 1929 : Das Geld auf der Straße

Opérettes
- 1910 : Ihr Adjutant (Robert Winterberg)
- 1914 : Das Mädchen im Mond (Karl von Stigler), livret avec Wilhelm Sterk
- 1917 : Die Faschingsfee (Emmerich Kálmán)
- 1919 : Der Künstlerpreis (Leo Ascher)
- 1923 : Katja, die Tänzerin (Jean Gilbert), livret avec Leopold Jacobson
- 1924 : Das Weib im Purpur (Jean Gilbert)
- 1927 : Yvette und ihre Freunde (Michael Krasznay-Krausz), livret avec mit Wilhelm Sterk
- 1927 : Eine einzige Nacht (Robert Stolz), livret avec Leopold Jacobson
- 1949 : Abschiedswalzer (Ludwig Schmidseder)

## Filmographie
- 1930 : Geld auf der Straße
- 1931 : Ihre Majestät die Liebe
- 1931 : Die Faschingsfee
- 1931 : Ausflug ins Leben
- 1931 : Son Altesse l'amour
- 1932 : Goldblondes Mädchen, ich schenk Dir mein Herz
- 1934 : Ende schlecht, alles gut
- 1950 : Le baiser n'est pas un péché
- 1952 : Hallo Dienstmann
- 1952 : Du bist die Rose vom Wörthersee
- 1953 : Une nuit à Venise (de)
- 1954 : Die Perle von Tokay
- 1959 : Brillanten aus Wien (TV)
- 1965 : Die Gigerln von Wien (TV)
- 1966 : Das Geld liegt auf der Straße (TV)